# Henrik Carl Bang Bendz
Henrik Carl Bang Bendz, född den 15 februari 1806 i Odense, död den 8 september 1882 i Köpenhamn, var en dansk fysiolog och anatom. Han var bror till Carl Ludvig, Jacob Christian och Wilhelm Ferdinand Bendz. 
Bendz anställdes 1837 som lärare vid den kungliga veterinärskolan i Köpenhamn och verkade som sådan betydligt för sin vetenskap. Det var i synnerhet genom hans inflytande, som nämnda veterinärskola 1856 ombildades till en allmän lantbruksakademi, Landbohøjskolen. Hans huvudarbete är Haandbog i den physiologiske Anatomi af de almindeligste danske Huuspattedyr (4 band, 1853–76).

## Utmärkelser
- Riddare av Dannebrogorden,  1856[4]
- Dannebrogsmännens hederstecken,  1873[4]

[Redigera Wikidata]